# Playa Alcázar
Der Playa Alcázar ist ein Strand im Norden der Livingston-Insel im Archipel der Südlichen Shetlandinseln. Im Norden des Kap Shirreff liegt er südöstlich des Playa Pinochet de la Barra.
Chilenische Wissenschaftler benannten ihn nach dem Schiff Capitán Luis Alcázar, ab 1981 im Dienste der chilenischen Antarktisexpeditionen.